# Asociación de baloncesto de Malasia
La MABA (por sus siglas en inglés Malaysia Basketball Association) es el organismo que rige las competiciones de clubes y la Selección nacional de Malasia. Pertenece a la asociación continental FIBA Asia.

## Registros
- 16 Clubes Registrados.
- 300 Jugadoras Autorizadas
- 350 Jugadores Autorizados